# Otto Eisenburger
Otto Eisenburger (* 25. August 1908 in Bistritz, Siebenbürgen; † 24. Juni 1989 in Bad Kissingen, Unterfranken) war ein deutscher Kapellmeister, Generalmusikdirektor und Kantor.

## Leben
Otto Eisenburger wurde als eines von zwölf Kindern des Bistritzer Turnlehrers Josef Eisenburger, der wohl ebenfalls musisch veranlagt gewesen sein muss, geboren. So schrieb dieser für das Laienspiel in Herten-Langenbochum das Theaterstück „Heimgekehrt“.
Eisenburger arbeitete kurze Zeit als Musikdirektor des Schäßburger Musikvereins und des Musikvereins „Hermania“. Nach 1940 war er Opernkapellmeister und Generalmusikdirektor in mehreren Städten Deutschlands, u. a. in Magdeburg, Dresden und Weimar, sowie in Österreich. So meldete er sich am 11. Mai 1941 mit Geburtstagsgrüßen an den bekannten Komponisten und Musikpädagogen Joseph Marx (1882–1964) aus Leoben in der Steiermark, den er am 2. Februar 1949 um dessen Unterstützung für einen Posten an der Grazer Oper bat; Marx ist in Graz geboren.
Ob er diesen Posten tatsächlich bekam, ist ungewiss, meldete er sich doch bei Marx am 4. November 1953 aus Klagenfurt und erst am 20. Mai 1954 aus Graz mit der Bitte um ein Empfehlungsschreiben für einen Posten in Kapstadt (Republik Südafrika). Dieser Plan wird nicht aufgegangen sein, denn am 11. Dezember 1956 meldete sich Eisenburger aus Lübeck. Wieder bat er Marx um dessen Empfehlung für einen neuen Posten, diesmal als Musikdirektor in Bonn.
Seinen letzten Posten nahm er 1961 an: Bis zum Jahr 1975 war er an der evangelischen Erlöserkirche in Bad Kissingen fest angestellt. Er arbeitete in der Kurstadt als Kapellmeister, Kantor (mit A-Prüfung) und als Generalmusikdirektor. Schließlich wurde er Stadt- und Bezirkskantor.